# بوسانا (لیگوریا)
بوسانا (به ایتالیایی: Bussana) یک منطقهٔ مسکونی در ایتالیا است که در سانرمو واقع شده‌است. بوسانا ۷۴ نفر جمعیت دارد و ۵۰ متر بالاتر از سطح دریا واقع شده‌است.